# 日本協同黨
日本協同黨（日本協同党（にほんきょうどうとう）），是日本戰後初期一個短暫的政黨。1945年12月18日成立，結黨時有26名議員。主要是由產業工會運動的相關人士組成，成員大多為護國同志會出身，核心人物有千石興太郎、黑澤酉藏、船田中、赤城宗德、井川忠雄等。初期的黨總裁為千石興太郎。
日本協同黨標榜修正資本主義，開展協同組合運動和強調勞資協調；對憲法進行民主主義修改，實現以民意為基礎的議院政治。
1946年1月4日，協同黨的23名議員中有21名遭公職追放，及後山本實彦繼任總裁。在當年舉行的眾議院選舉中取得14個議席，被日本自由黨邀請參與政權，但是協同黨拒絕。在山本也遭到整肅後，日本協同黨的成員和日向民主黨、日本農民黨以及一些無黨派議員組成了新黨——協同民主黨。